# Copa de Brasil 2016
La Copa de Brasil 2016 fue la XXVIII edición de este torneo de fútbol de Brasil. En esta competición, participan 86 equipos, entre ellos los seis representantes brasileños en la Copa Libertadores, 70 clasificados por los campeonatos estatales y 10 por la clasificación nacional de la Confederación Brasileña de Fútbol.
El campeón obtuvo una plaza para jugar la Copa Libertadores 2017. Los siete equipos mejor clasificados entre los eliminados antes de octavos, disputaron la Copa Sudamericana 2016.

## Equipos participantes
| Estado                                       | Club                                              | Método de clasificación                                                     |
| -------------------------------------------- | ------------------------------------------------- | --------------------------------------------------------------------------- |
| Acre · 2 cupos                               | Rio Branco                                        | Campeonato Acreano, campeón 2015                                            |
| Acre · 2 cupos                               | Gálvez                                            | Campeonato Acreano, subampeón 2015                                          |
| Alagoas · 3 cupos                            | CRB                                               | Campeonato Alagoano, campeón 2015                                           |
| Alagoas · 3 cupos                            | Coruripe                                          | Campeonato Alagoano, subcampeón 2015                                        |
| Alagoas · 3 cupos                            | ASA Arapiraquense                                 | Campeonato Alagoano, campeón primera fase 2015                              |
| Amapá · 1 cupo                               | Santos                                            | Campeonato Amapaense, campeón 2015                                          |
| Amazonas · 2 cupos                           | Nacional                                          | Campeonato Amazonense, campeón 2015                                         |
| Amazonas · 2 cupos                           | Princesa do Solimões                              | Campeonato Amazonense, subcampeón 2015                                      |
| Bahía · 3 cupos + 1 adicional                | Bahia                                             | Campeonato Baiano, campeón 2015                                             |
| Bahía · 3 cupos + 1 adicional                | Vitória da Conquista                              | Campeonato Baiano, subcampeón 2015                                          |
| Bahía · 3 cupos + 1 adicional                | Juazeirense                                       | Copa Governador do Estado da Bahia, subcampeón 2015                         |
| Bahía · 3 cupos + 1 adicional                | Vitória                                           | 2º mejor equipo en la clasificación CBF 2016, no clasificado anteriormente  |
| Ceará · 3 cupos                              | Fortaleza                                         | Campeonato Cearense, campeón 2015                                           |
| Ceará · 3 cupos                              | Ceará                                             | Campeonato Cearense, subcampeón 2015                                        |
| Ceará · 3 cupos                              | Guarany de Sobral                                 | Copa Fares Lopes, campeón 2015                                              |
| Distrito Federal · 2 cupos                   | Gama                                              | Campeonato Brasiliense, campeón 2015                                        |
| Distrito Federal · 2 cupos                   | Brasília                                          | Campeonato Brasiliense, campeón 2015                                        |
| Espírito Santo · 1 cupo                      | Rio Branco                                        | Campeonato Capixaba, campeón 2015                                           |
| Goiás · 3 cupos + 1 adicional                | Goiás                                             | Campeonato Goiano, campeón 2015                                             |
| Goiás · 3 cupos + 1 adicional                | Aparecidense                                      | Campeonato Goiano, subcampeón 2015                                          |
| Goiás · 3 cupos + 1 adicional                | Goianésia                                         | Campeonato Goiano, tercer lugar 2015                                        |
| Goiás · 3 cupos + 1 adicional                | Atlético Goianiense                               | 6º mejor equipo en la clasificación CBF 2016, no clasificado anteriormente  |
| Maranhão · 2 cupos                           | Imperatriz                                        | Campeonato Maranhense, campeón 2015                                         |
| Maranhão · 2 cupos                           | Sampaio Corrêa                                    | Campeonato Maranhense, subcampeón 2015                                      |
| Mato Grosso · 3 cupos                        | Cuiabá                                            | Campeonato Matogrossense, campeón 2015                                      |
| Mato Grosso · 3 cupos                        | Operário (Várzea Grande)                          | Campeonato Matogrossense, subcampeón 2015                                   |
| Mato Grosso · 3 cupos                        | Dom Bosco                                         | Copa FMF Sub-21, campeón 2015                                               |
| Mato Grosso del Sur · 2 cupos                | Comercial                                         | Campeonato Sul-Matogrossense, campeón 2015                                  |
| Mato Grosso del Sur · 2 cupos                | Ivinhema                                          | Campeonato Sul-Matogrossense, subcampeón 2015                               |
| Minas Gerais · 4 cupos + 1 adicional         | Atlético Mineiro                                  | Campeonato Brasileño de Fútbol 2015, subcampeón                             |
| Minas Gerais · 4 cupos + 1 adicional         | Caldense                                          | Campeonato Mineiro, campeón 2015                                            |
| Minas Gerais · 4 cupos + 1 adicional         | Cruzeiro                                          | Campeonato Mineiro, tercer lugar 2015                                       |
| Minas Gerais · 4 cupos + 1 adicional         | Tombense                                          | Campeonato Mineiro, cuarto lugar 2015                                       |
| Minas Gerais · 4 cupos + 1 adicional         | América Mineiro                                   | Campeonato Mineiro, quinto lugar 2015                                       |
| Pará · 3 cupos + 1 adicional                 | Remo                                              | Campeonato Paraense, campeón 2015                                           |
| Pará · 3 cupos + 1 adicional                 | Independente                                      | Campeonato Paraense, subcampeón 2015                                        |
| Pará · 3 cupos + 1 adicional                 | Parauapebas                                       | Campeonato Paraense, tercer lugar 2015                                      |
| Pará · 3 cupos + 1 adicional                 | Paysandu                                          | 7º mejor equipo en la clasificación CBF 2016, no clasificado anteriormente  |
| Paraíba · 2 cupos                            | Campinense                                        | Campeonato Paraibano, campeón 2015                                          |
| Paraíba · 2 cupos                            | Botafogo                                          | Campeonato Paraibano, subcampeón 2015                                       |
| Paraná · 3 cupos + 2 adicionales             | Operário                                          | Campeonato Paranaense, campeón 2015                                         |
| Paraná · 3 cupos + 2 adicionales             | Coritiba                                          | Campeonato Paranaense, subcampeón 2015                                      |
| Paraná · 3 cupos + 2 adicionales             | Londrina                                          | Campeonato Paranaense, tercer lugar 2015                                    |
| Paraná · 3 cupos + 2 adicionales             | Atlético Paranaense                               | 1º mejor equipo en la clasificación CBF 2016, no clasificado anteriormente  |
| Paraná · 3 cupos + 2 adicionales             | Paraná Clube                                      | 10º mejor equipo en la clasificación CBF 2016, no clasificado anteriormente |
| Pernambuco · 3 cupos + 1 adicional           | Santa Cruz                                        | Campeonato Pernambucano, campeón 2015                                       |
| Pernambuco · 3 cupos + 1 adicional           | Salgueiro                                         | Campeonato Pernambucano, subcampeón 2015                                    |
| Pernambuco · 3 cupos + 1 adicional           | Sport Recife                                      | Campeonato Pernambucano, tercer lugar 2015                                  |
| Pernambuco · 3 cupos + 1 adicional           | Náutico                                           | 5º mejor equipo en la clasificación CBF 2016, no clasificado anteriormente  |
| Piauí · 2 cupos                              | Ríver                                             | Campeonato Piauiense, campeón 2015                                          |
| Piauí · 2 cupos                              | Parnahyba                                         | Copa Piauí, campeón 2015                                                    |
| Río de Janeiro · 5 cupos                     | Vasco da Gama                                     | Campeonato Carioca 2015, campeón 2015                                       |
| Río de Janeiro · 5 cupos                     | Botafogo                                          | Campeonato Carioca 2015, subcampeón 2015                                    |
| Río de Janeiro · 5 cupos                     | Flamengo                                          | Campeonato Carioca 2015, tercer lugar                                       |
| Río de Janeiro · 5 cupos                     | Fluminense                                        | Campeonato Carioca 2015, cuarto lugar                                       |
| Río de Janeiro · 5 cupos                     | Resende                                           | Copa Rio, campeón 2015                                                      |
| Río Grande del Norte · 3 cupos               | América de Natal                                  | Campeonato Potiguar, campeón 2015                                           |
| Río Grande del Norte · 3 cupos               | ABC                                               | Campeonato Potiguar, subcampeón 2015                                        |
| Río Grande del Norte · 3 cupos               | Globo                                             | Campeonato Potiguar, tercer lugar 2015                                      |
| Río Grande del Sur · 4 cupos + 2 adicionales |                                                   |                                                                             |
| Grêmio                                       | Campeonato Brasileño de Fútbol 2015, tercer lugar |                                                                             |
| Internacional                                | Campeonato Brasileño de Fútbol 2015, quinto lugar |                                                                             |
| Brasil de Pelotas                            | Campeonato Gaúcho, tercer lugar 2015              |                                                                             |
| Juventude                                    | Campeonato Gaúcho, cuarto lugar 2015              |                                                                             |
| Ypiranga                                     | Campeonato Gaúcho, quinto lugar 2015              |                                                                             |
| Lajeadense                                   | Copa FGF, campeón 2015                            |                                                                             |
| Rondonia · 1 cupo                            | Genus                                             | Campeonato Rondoniense, campeón 2015                                        |
| Roraima · 1 cupo                             | Náutico Roraima                                   | Campeonato Roraimense, campeón 2015                                         |
| Santa Catarina · 4 cupos + 2 adicionales     | Figueirense                                       | Campeonato Catarinense, campeón 2015                                        |
| Santa Catarina · 4 cupos + 2 adicionales     | Joinville                                         | Campeonato Catarinense, subcampeón 2015                                     |
| Santa Catarina · 4 cupos + 2 adicionales     | Chapecoense                                       | Campeonato Catarinense, tercer lugar 2015                                   |
| Santa Catarina · 4 cupos + 2 adicionales     | Internacional de Lages                            | Campeonato Catarinense, cuarto lugar 2015                                   |
| Santa Catarina · 4 cupos + 2 adicionales     | Criciúma                                          | 3º mejor equipo en la clasificación CBF 2016, no clasificado anteriormente  |
| Santa Catarina · 4 cupos + 2 adicionales     | Avaí                                              | 4º mejor equipo en la clasificación CBF 2016, no clasificado anteriormente  |
| São Paulo · 5 cupos + 5 adicionales          | Corinthians                                       | Campeonato Brasileño de Fútbol 2015, campeón                                |
| São Paulo · 5 cupos + 5 adicionales          | Palmeiras                                         | Copa de Brasil 2015, campeón                                                |
| São Paulo · 5 cupos + 5 adicionales          | São Paulo                                         | Campeonato Brasileño de Fútbol 2015, cuarto lugar                           |
| São Paulo · 5 cupos + 5 adicionales          | Santos                                            | Campeonato Paulista 2015, campeón                                           |
| São Paulo · 5 cupos + 5 adicionales          | Ponte Preta                                       | Campeonato Paulista 2015, quinto lugar                                      |
| São Paulo · 5 cupos + 5 adicionales          | Red Bull Brasil                                   | Campeonato Paulista 2015, sexto lugar                                       |
| São Paulo · 5 cupos + 5 adicionales          | Ferroviária                                       | Campeonato Paulista Série A2, campeón 2015                                  |
| São Paulo · 5 cupos + 5 adicionales          | Linense                                           | Copa Paulista, campeón 2015                                                 |
| São Paulo · 5 cupos + 5 adicionales          | Portuguesa                                        | 8º mejor equipo en la clasificación CBF 2016, no clasificado anteriormente  |
| São Paulo · 5 cupos + 5 adicionales          | Bragantino                                        | 9º mejor equipo en la clasificación CBF 2016, no clasificado anteriormente  |
| Sergipe · 2 cupos                            | Confiança                                         | Campeonato Sergipano, campeón 2015                                          |
| Sergipe · 2 cupos                            | Estanciano                                        | Campeonato Sergipano, subcampeón 2015                                       |
| Tocantins · 1 cupo                           | Tocantinópolis                                    | Campeonato Tocantinense, campeón 2015                                       |

### Clasificados por posición en la clasificación CBF
Equipos clasificados por el ranking de la CBF.
| Pos. | Equipo              | Estado |
| ---- | ------------------- | ------ |
| 12º  | Atlético Paranaense | PR     |
| 20º  | Vitória             | BA     |
| 22º  | Criciúma            | SC     |
| 23º  | Avaí                | SC     |
| 25º  | Náutico             | PE     |
| 28.º | Atlético Goianiense | GO     |
| 30.º | Paysandu            | PA     |
| 32.º | Portuguesa          | SP     |
| 33º  | Bragantino          | SP     |
| 34º  | Paraná              | PR     |

### Clasificados directamente a octavos de final
| Estado | Equipo           | Forma de clasificación                             |
| ------ | ---------------- | -------------------------------------------------- |
| SP     | Corinthians      | Campeón del Campeonato Brasileño de Fútbol 2015    |
| SP     | Palmeiras        | Campeón de la Copa de Brasil 2015                  |
| SP     | São Paulo        | Cuarto en el Campeonato Brasileño de Fútbol 2015   |
| RS     | Grêmio           | Tercero en el Campeonato Brasileño de Fútbol 2015  |
| RS     | Internacional    | Quinto en el Campeonato Brasileño de Fútbol 2015   |
| MG     | Atlético Mineiro | Subcampeón del Campeonato Brasileño de Fútbol 2015 |

## Fase inicial
80 equipos disputan la fase inicial en el primer semestre del año. Luego de tres rondas de eliminación, los diez equipos ganadores y los seis equipos clasificados para la Copa Libertadores avanzan a la fase final, que se realizó en el segundo semestre.

### Primera ronda
- Partidos del 16 de marzo al 25 de mayo. Estadísticas CBF
- Equipos listados en la primera columna poseen la localia en el partido de ida. En negrita los clubes clasificados.
| Equipo local ida         | Global         | Equipo visitante ida   | Ida | Vuelta |
| ------------------------ | -------------- | ---------------------- | --- | ------ |
| Santos (Macapá)          | 1-4            | Santos                 | 1-1 | 0-3    |
| Gálvez                   | 2-1            | Rio Branco             | 1-0 | 1-1    |
| Goianésia                | 3-4            | ABC Natal              | 1-1 | 2-3    |
| Gama                     | (gv) 3-3       | América de Natal       | 1-0 | 2-3    |
| Ríver PI                 | 3-3 (8-7 pen.) | Goiás                  | 2-1 | 1-2    |
| Linense                  | 2-2 (5-6 pen.) | Botafogo (João Pessoa) | 1-1 | 1-1    |
| Resende                  | 3-3 (gv)       | Ceará                  | 2-2 | 1-1    |
| Comercial-MS             | 1-2            | Joinville              | 1-1 | 0-1    |
| Remo                     | 1-3            | Vasco da Gama          | 0-1 | 1-2    |
| Ivinhema                 | 0-2            | CRB Maceio             | 0-2 | -----  |
| Vitória da Conquista     | (gv) 1-1       | Náutico                | 0-0 | 1-1    |
| Rio Branco ES            | 0-1            | Santa Cruz             | 0-1 | 0-0    |
| Campinense               | 2-3            | Cruzeiro               | 0-0 | 2-3    |
| Parauapebas              | 0-7            | Londrina               | 0-1 | 0-6    |
| Náutico RR               | 3-6            | Vitória                | 2-3 | 1-3    |
| Parnahyba                | 2-2 (gv)       | Portuguesa             | 2-1 | 0-1    |
| Guarany de Sobral        | 0-3            | Coritiba               | 0-3 | -----  |
| Tocantinópolis           | 1-3            | Juventude              | 1-1 | 0-2    |
| Operário Paraná          | 3-2            | Criciúma               | 2-1 | 1-1    |
| Independente             | 1-4            | Paysandu               | 1-2 | 0-2    |
| Brasil de Pelotas        | 1-2            | Atlético Paranaense    | 1-1 | 0-1    |
| Dom Bosco                | 3-1            | Nacional AM            | 2-0 | 1-1    |
| Princesa do Solimões     | 1-4            | Chapecoense            | 1-2 | 0-2    |
| Estanciano               | 1-3            | Paraná Clube           | 1-1 | 0-2    |
| Confiança                | 1-3            | Flamengo               | 1-0 | 0-3    |
| Imperatriz               | 1-3            | Fortaleza              | 1-1 | 0-2    |
| Globo                    | 1-3            | Bahia                  | 0-0 | 1-3    |
| Red Bull Brasil          | 3-4            | América Mineiro        | 1-1 | 2-3    |
| Tombense                 | 0-3            | Fluminense             | 0-3 | -----  |
| Ferroviária              | 2-1            | Salgueiro              | 1-0 | 1-1    |
| Aparecidense             | 4-1            | Sport Recife           | 2-0 | 2-1    |
| Ypiranga de Erechim      | 4-2            | Atlético Goianiense    | 2-2 | 2-0    |
| Lajeadense               | 0-2            | Figueirense            | 0-2 | -----  |
| Internacional de Lages   | 2-2 (gv)       | Sampaio Corrêa         | 1-2 | 1-0    |
| Caldense                 | 2-3            | Ponte Preta            | 1-2 | 1-1    |
| Genus                    | 3-2            | ASA Arapiraquense      | 2-0 | 1-2    |
| Coruripe                 | 1-2            | Botafogo               | 0-1 | 1-1    |
| Juazeirense              | 1-1 (5-4 pen.) | Cuiabá                 | 1-0 | 0-1    |
| Operário (Várzea Grande) | 1-2            | Avaí                   | 1-0 | 0-2    |
| Brasília                 | 0-2            | Bragantino             | 0-2 | -----  |

### Segunda ronda
- Partidos del 4 de mayo al 6 de julio. Estadísticas CBF
- Equipos listados en la primera columna poseen la localia en el partido de ida. En negrita los clubes clasificados.
| Equipo local ida     | Global         | Equipo visitante ida   | Ida | Vuelta |
| -------------------- | -------------- | ---------------------- | --- | ------ |
| Gálvez               | 0-3            | Santos                 | 0-3 | -----  |
| Gama                 | 2-2 (4-1 pen.) | ABC Natal              | 1-1 | 1-1    |
| Ríver PI             | 0-2            | Botafogo (João Pessoa) | 0-1 | 0-1    |
| Joinville            | 0-2            | Ceará                  | 0-1 | 0-1    |
| CRB Maceio           | 1-2            | Vasco da Gama          | 0-1 | 1-1    |
| Vitória da Conquista | 0-2            | Santa Cruz Recife      | 0-2 | -----  |
| Londrina             | 0-2            | Cruzeiro               | 0-2 | -----  |
| Portuguesa           | 1-3            | Vitória                | 0-0 | 1-3    |
| Juventude            | 3-2            | Coritiba               | 1-0 | 2-2    |
| Operário Paraná      | 0-3            | Paysandu               | 0-1 | 0-2    |
| Dom Bosco            | 2-7            | Atlético Paranaense    | 2-2 | 0-5    |
| Paraná Clube         | 2-3            | Chapecoense            | 2-1 | 0-2    |
| Fortaleza            | 4-2            | Flamengo               | 2-1 | 2-1    |
| América Mineiro      | 1-0            | Bahia                  | 0-0 | 1-0    |
| Ferroviária          | 3-6            | Fluminense             | 3-3 | 0-3    |
| Ypiranga de Erechim  | 4-3            | Aparecidense           | 3-1 | 1-2    |
| Sampaio Corrêa       | 1-3            | Figueirense            | 1-2 | 0-1    |
| Genus                | 0-4            | Ponte Preta            | 0-1 | 0-3    |
| Juazeirense          | 1-3            | Botafogo               | 1-2 | 0-1    |
| Bragantino           | 2-1            | Avaí                   | 1-0 | 1-1    |

### Tercera ronda
- Partidos del 6 al 28 de julio. Estadísticas CBF
- Equipos listados en la primera columna poseen la localia en el partido de ida. En negrita los clubes clasificados.
| Equipo local ida       | Global   | Equipo visitante ida | Ida | Vuelta |
| ---------------------- | -------- | -------------------- | --- | ------ |
| Gama                   | 0-3      | Santos               | 0-0 | 0-3    |
| Botafogo (João Pessoa) | 3-0      | Ceará                | 3-0 | 0-0    |
| Vasco da Gama          | 4-3      | Santa Cruz Recife    | 1-1 | 3-2    |
| Vitória                | 2-4      | Cruzeiro             | 1-2 | 1-2    |
| Juventude              | 2-1      | Paysandu             | 0-0 | 2-1    |
| Atlético Paranaense    | (gv) 1-1 | Chapecoense          | 0-0 | 1-1    |
| América Mineiro        | 2-4      | Fortaleza            | 1-0 | 1-4    |
| Fluminense             | 3-1      | Ypiranga de Erechim  | 1-1 | 2-0    |
| Figueirense            | 0-5      | Ponte Preta          | 0-0 | 0-5    |
| Bragantino             | 2-3      | Botafogo             | 2-2 | 0-1    |

### Clasificación para la Copa Sudamericana
Los seis equipos mejor clasificados entre los eliminados antes de Octavos, más los campeones de la Copa do Nordeste 2016 y de la Copa Verde 2015, disputarán la Copa Sudamericana 2016.
| Posición | Equipo              | Campaña                  |
| -------- | ------------------- | ------------------------ |
| 1        | Sport Recife        | Eliminado (Primera fase) |
| 2        | Santos              | Octavos de final         |
| 3        | Cruzeiro            | Octavos de final         |
| 4        | Atlético Paranaense | Octavos de final         |
| 5        | Ponte Preta         | Octavos de final         |
| 6        | Flamengo            | Eliminado (Segunda fase) |
| 7        | Fluminense          | Octavos de final         |
| 8        | Chapecoense         | Eliminado (Tercera fase) |
| 9        | Coritiba            | Eliminado (Segunda fase) |
| 10       | Figueirense         | Eliminado (Tercera fase) |
| 11       | Botafogo            | Octavos de final         |
| 12       | Santa Cruz          | Eliminado (Tercera fase) |
| 13       | Vitória             | Eliminado (Tercera fase) |
| 14       | América Mineiro     | Eliminado (Tercera fase) |
| 15       | Avaí                | Eliminado (Segunda fase) |
| 16       | Vasco da Gama       | Octavos de final         |
| 17       | Goiás               | Eliminado (Primera fase) |
| 18       | Joinville           | Eliminado (Segunda fase) |

| Leyenda | Leyenda        |
| ------- | -------------- |
|         | Clasificado    |
|         | No clasificado |

## Fase final
|  | Octavos de final                 | Octavos de final                 | Octavos de final                 |                  |   | Cuartos de final                  | Cuartos de final                  | Cuartos de final                  |  |  | Semifinales                     | Semifinales                     | Semifinales                     |  |  | Final                            | Final                            | Final                            |
|  | 24 de agosto al 22 de septiembre | 24 de agosto al 22 de septiembre | 24 de agosto al 22 de septiembre |                  |   | 28 de septiembre al 19 de octubre | 28 de septiembre al 19 de octubre | 28 de septiembre al 19 de octubre |  |  | 26 de octubre al 2 de noviembre | 26 de octubre al 2 de noviembre | 26 de octubre al 2 de noviembre |  |  | 23 de noviembre y 7 de diciembre | 23 de noviembre y 7 de diciembre | 23 de noviembre y 7 de diciembre |
|  |                                  |                                  |                                  |                  |   |                                   |                                   |                                   |  |  |                                 |                                 |                                 |  |  |                                  |                                  |                                  |
|  |                                  |                                  |                                  |                  |   |                                   |                                   |                                   |  |  |                                 |                                 |                                 |  |  |                                  |                                  |                                  |
|  |                                  |                                  |                                  |                  |   |                                   |                                   |                                   |  |  |                                 |                                 |                                 |  |  |                                  |                                  |                                  |
|  | Juventude (v.)                   | 2                                | 0                                |                  |   |                                   |                                   |                                   |  |  |                                 |                                 |                                 |  |  |                                  |                                  |                                  |
|  | Juventude (v.)                   | 2                                | 0                                |                  |   |                                   |                                   |                                   |  |  |                                 |                                 |                                 |  |  |                                  |                                  |                                  |
|  | São Paulo                        | 1                                | 1                                |                  |   |                                   |                                   |                                   |  |  |                                 |                                 |                                 |  |  |                                  |                                  |                                  |
|  | São Paulo                        | 1                                | 1                                | Juventude        | 0 | 1 (2)                             |                                   |                                   |  |  |                                 |                                 |                                 |  |  |                                  |                                  |                                  |
|  |                                  |                                  |                                  |                  | 0 | 1 (2)                             |                                   |                                   |  |  |                                 |                                 |                                 |  |  |                                  |                                  |                                  |
|  |                                  | Atlético Mineiro (p.)            | 1                                | 0 (4)            |   |                                   |                                   |                                   |  |  |                                 |                                 |                                 |  |  |                                  |                                  |                                  |
|  | Ponte Preta                      | Atlético Mineiro (p.)            | 1                                | 0 (4)            | 1 | 2                                 |                                   |                                   |  |  |                                 |                                 |                                 |  |  |                                  |                                  |                                  |
|  | Ponte Preta                      |                                  |                                  |                  | 1 | 2                                 |                                   |                                   |  |  |                                 |                                 |                                 |  |  |                                  |                                  |                                  |
|  | Atlético Mineiro (v.)            | 1                                | 2                                |                  |   |                                   |                                   |                                   |  |  |                                 |                                 |                                 |  |  |                                  |                                  |                                  |
|  | Atlético Mineiro (v.)            | 1                                | 2                                | Atlético Mineiro | 2 | 2                                 |                                   |                                   |  |  |                                 |                                 |                                 |  |  |                                  |                                  |                                  |
|  |                                  |                                  |                                  |                  | 2 | 2                                 |                                   |                                   |  |  |                                 |                                 |                                 |  |  |                                  |                                  |                                  |
|  |                                  | Internacional                    | 1                                | 2                |   |                                   |                                   |                                   |  |  |                                 |                                 |                                 |  |  |                                  |                                  |                                  |
|  | Fortaleza                        | Internacional                    | 1                                | 2                | 0 | 1                                 |                                   |                                   |  |  |                                 |                                 |                                 |  |  |                                  |                                  |                                  |
|  | Fortaleza                        |                                  |                                  |                  | 0 | 1                                 |                                   |                                   |  |  |                                 |                                 |                                 |  |  |                                  |                                  |                                  |
|  | Internacional                    | 3                                | 0                                |                  |   |                                   |                                   |                                   |  |  |                                 |                                 |                                 |  |  |                                  |                                  |                                  |
|  | Internacional                    | 3                                | 0                                | Internacional    | 1 | 2                                 |                                   |                                   |  |  |                                 |                                 |                                 |  |  |                                  |                                  |                                  |
|  |                                  |                                  |                                  |                  | 1 | 2                                 |                                   |                                   |  |  |                                 |                                 |                                 |  |  |                                  |                                  |                                  |
|  |                                  | Santos                           | 2                                | 0                |   |                                   |                                   |                                   |  |  |                                 |                                 |                                 |  |  |                                  |                                  |                                  |
|  | Vasco da Gama                    | Santos                           | 2                                | 0                | 1 | 2                                 |                                   |                                   |  |  |                                 |                                 |                                 |  |  |                                  |                                  |                                  |
|  | Vasco da Gama                    |                                  |                                  |                  | 1 | 2                                 |                                   |                                   |  |  |                                 |                                 |                                 |  |  |                                  |                                  |                                  |
|  | Santos                           | 3                                | 2                                |                  |   |                                   |                                   |                                   |  |  |                                 |                                 |                                 |  |  |                                  |                                  |                                  |
|  | Santos                           | 3                                | 2                                | Grêmio           | 3 | 1                                 |                                   |                                   |  |  |                                 |                                 |                                 |  |  |                                  |                                  |                                  |
|  |                                  |                                  |                                  |                  | 3 | 1                                 |                                   |                                   |  |  |                                 |                                 |                                 |  |  |                                  |                                  |                                  |
|  |                                  | Atlético Mineiro                 | 1                                | 1                |   |                                   |                                   |                                   |  |  |                                 |                                 |                                 |  |  |                                  |                                  |                                  |
|  | Botafogo - PB                    | Atlético Mineiro                 | 1                                | 1                | 0 | 1                                 |                                   |                                   |  |  |                                 |                                 |                                 |  |  |                                  |                                  |                                  |
|  | Botafogo - PB                    |                                  |                                  |                  | 0 | 1                                 |                                   |                                   |  |  |                                 |                                 |                                 |  |  |                                  |                                  |                                  |
|  | Palmeiras                        | 3                                | 0                                |                  |   |                                   |                                   |                                   |  |  |                                 |                                 |                                 |  |  |                                  |                                  |                                  |
|  | Palmeiras                        | 3                                | 0                                | Palmeiras        | 1 | 1                                 |                                   |                                   |  |  |                                 |                                 |                                 |  |  |                                  |                                  |                                  |
|  |                                  |                                  |                                  |                  | 1 | 1                                 |                                   |                                   |  |  |                                 |                                 |                                 |  |  |                                  |                                  |                                  |
|  |                                  | Grêmio                           | 2                                | 1                |   |                                   |                                   |                                   |  |  |                                 |                                 |                                 |  |  |                                  |                                  |                                  |
|  | Grêmio (p.)                      | Grêmio                           | 2                                | 1                | 1 | 0 (4)                             |                                   |                                   |  |  |                                 |                                 |                                 |  |  |                                  |                                  |                                  |
|  | Grêmio (p.)                      |                                  |                                  |                  | 1 | 0 (4)                             |                                   |                                   |  |  |                                 |                                 |                                 |  |  |                                  |                                  |                                  |
|  | Atlético Paranaense              | 0                                | 1 (3)                            |                  |   |                                   |                                   |                                   |  |  |                                 |                                 |                                 |  |  |                                  |                                  |                                  |
|  | Atlético Paranaense              | 0                                | 1 (3)                            | Grêmio           | 2 | 0                                 |                                   |                                   |  |  |                                 |                                 |                                 |  |  |                                  |                                  |                                  |
|  |                                  |                                  |                                  |                  | 2 | 0                                 |                                   |                                   |  |  |                                 |                                 |                                 |  |  |                                  |                                  |                                  |
|  |                                  | Cruzeiro                         | 0                                | 0                |   |                                   |                                   |                                   |  |  |                                 |                                 |                                 |  |  |                                  |                                  |                                  |
|  | Cruzeiro                         | Cruzeiro                         | 0                                | 0                | 5 | 1                                 |                                   |                                   |  |  |                                 |                                 |                                 |  |  |                                  |                                  |                                  |
|  | Cruzeiro                         |                                  |                                  |                  | 5 | 1                                 |                                   |                                   |  |  |                                 |                                 |                                 |  |  |                                  |                                  |                                  |
|  | Botafogo                         | 2                                | 0                                |                  |   |                                   |                                   |                                   |  |  |                                 |                                 |                                 |  |  |                                  |                                  |                                  |
|  | Botafogo                         | 2                                | 0                                | Cruzeiro         | 1 | 4                                 |                                   |                                   |  |  |                                 |                                 |                                 |  |  |                                  |                                  |                                  |
|  |                                  |                                  |                                  |                  | 1 | 4                                 |                                   |                                   |  |  |                                 |                                 |                                 |  |  |                                  |                                  |                                  |
|  |                                  | Corinthians                      | 2                                | 2                |   |                                   |                                   |                                   |  |  |                                 |                                 |                                 |  |  |                                  |                                  |                                  |
|  | Corinthians                      | Corinthians                      | 2                                | 2                | 1 | 1                                 |                                   |                                   |  |  |                                 |                                 |                                 |  |  |                                  |                                  |                                  |
|  | Corinthians                      |                                  |                                  |                  | 1 | 1                                 |                                   |                                   |  |  |                                 |                                 |                                 |  |  |                                  |                                  |                                  |
|  | Fluminense                       | 1                                | 0                                |                  |   |                                   |                                   |                                   |  |  |                                 |                                 |                                 |  |  |                                  |                                  |                                  |

Nota: En cada llave, el equipo ubicado en la primera línea es el que ejerce de local en el partido de vuelta.
Sorteo
Participan del sorteo los 10 clubes clasificados de tercera fase, más los cinco clubes clasificados por su participación en Copa Libertadores 2016, más el Internacional de Porto Alegre. Para los juegos de octavos de final, el sorteo determinara los enfrentamientos entre un club del Pote 1, versus uno del Pote 2, y que equipos definen la llave en casa. Los ocho equipos clasificados a cuartos de final serán sometidos a un nuevo sorteo.
El sorteo de octavos de final será realizado el día 2 de agosto en la sede de la CBF, primeramente serán sorteados los emparejamientos y posteriormente el mando de campo en el primer juego.
Entre paréntesis, el ranking de la CBF.
| Pote 1 | Pote 2 |
| --- | --- |
| Corinthians (1) Grêmio (2) Cruzeiro (3) Santos (4) São Paulo (5) Atlético Mineiro (7) Palmeiras (8) Internacional (9) | Fluminense (10) Vasco da Gama (11) Atlético Paranaense (12) Botafogo (13) Ponte Preta (17) Fortaleza (42) Botafogo (João Pessoa) (56) Juventude (59) |

### Octavos de final
- Partidos del 24 de agosto al 22 de septiembre. Estadísticas CBF
- Equipos listados en la primera columna poseen la localia en el partido de ida. En negrita los clubes clasificados.
| Equipo local ida    | Global       | Equipo visitante ida | Ida | Vuelta |
| ------------------- | ------------ | -------------------- | --- | ------ |
| São Paulo           | 2-2 (v.)     | Juventude            | 1-2 | 1-0    |
| Fluminense          | 1-2          | Corinthians          | 1-1 | 0-1    |
| Santos              | 5-3          | Vasco da Gama        | 3-1 | 2-2    |
| Palmeiras           | 3-1          | Botafogo - JP        | 3-0 | 0-1    |
| Atlético Paranaense | 1-1 (3-4 p.) | Grêmio               | 1-0 | 0-1    |
| Internacional       | 3-1          | Fortaleza            | 3-0 | 0-1    |
| Botafogo            | 2-6          | Cruzeiro             | 2-5 | 0-1    |
| Atlético Mineiro    | (v.) 3-3     | Ponte Preta          | 1-1 | 2-2    |

| 24 de agosto de 2016, 21:45 | São Paulo         | 1:2 (1:1) | Juventude       | Estadio Morumbi, São Paulo                                        |                                                                   |
|                             | Andrés Chávez 40' | Reporte   | 9' 74' Roberson | Asistencia: 6.643 espectadores Árbitro(s): Wilton Pereira Sampaio | Asistencia: 6.643 espectadores Árbitro(s): Wilton Pereira Sampaio |

| 22 de septiembre de 2016, 21:30 | Juventude | 0:1 (0:0) | São Paulo        | Estadio Alfredo Jaconi, Caxias do Sul                       |                                                             |
|                                 |           | Reporte   | 69' Rodrigo Caio | Asistencia: 10.095 espectadores Árbitro(s): Ricardo Marques | Asistencia: 10.095 espectadores Árbitro(s): Ricardo Marques |

| 31 de agosto de 2016, 21:45 | Fluminense    | 1:1 (1:0) | Corinthians     | Estadio Edson Passos, Mesquita                                      |                                                                     |
|                             | Marquinho 37' | Reporte   | 63' Rodriguinho | Asistencia: 7.402 espectadores Árbitro(s): Elmo Alves Resende Cunha | Asistencia: 7.402 espectadores Árbitro(s): Elmo Alves Resende Cunha |

| 21 de septiembre de 2016, 21:45 | Corinthians     | 1:0 (0:0) | Fluminense | Arena Corinthians, São Paulo                                       |                                                                    |
|                                 | Rodriguinho 68' | Reporte   |            | Asistencia: 20.614 espectadores Árbitro(s): Rodolpho Toski Marques | Asistencia: 20.614 espectadores Árbitro(s): Rodolpho Toski Marques |

| 24 de agosto de 2016, 19:30 | Santos                                             | 3:1 (2:0) | Vasco da Gama   | Estadio Vila Belmiro, Santos                                   |                                                                |
|                             | Renato 30' · Ricardo Oliveira 37' · Lucas Lima 65' | Reporte   | 90+6' Éder Luís | Asistencia: 6.130 espectadores Árbitro(s): Heber Roberto Lopes | Asistencia: 6.130 espectadores Árbitro(s): Heber Roberto Lopes |

| 21 de septiembre de 2016, 21:45 | Vasco da Gama          | 2:2 (1:1) | Santos                                   | Estadio São Januário, Río de Janeiro                                   |                                                                        |
|                                 | Nenê 25' · Éderson 70' | Reporte   | 11' Jonathan Copete · 83' (a.g.) Rodrigo | Asistencia: 18.265 espectadores Árbitro(s): Jean Pierre Gonçalves Lima | Asistencia: 18.265 espectadores Árbitro(s): Jean Pierre Gonçalves Lima |

| 31 de agosto de 2016, 19:30 | Palmeiras                                     | 3:0 (0:0) | Botafogo (João Pessoa) | Allianz Parque, São Paulo                                           |                                                                     |
|                             | Jean 58' · Rafael Marques 63' · Tchê Tchê 81' | Reporte   |                        | Asistencia: 24.512 espectadores Árbitro(s): Dewson Fernando Freitas | Asistencia: 24.512 espectadores Árbitro(s): Dewson Fernando Freitas |

| 21 de septiembre de 2016, 19:30 | Botafogo (João Pessoa) | 1:0 (0:0) | Palmeiras | Estadio Amigão, João Pessoa                                        |                                                                    |
|                                 | Carlinhos 76'          | Reporte   |           | Asistencia: 11.298 espectadores Árbitro(s): Jailson Macedo Freitas | Asistencia: 11.298 espectadores Árbitro(s): Jailson Macedo Freitas |

| 24 de agosto de 2016, 19:30 | Atlético Paranaense | 0:1 (0:1) | Grêmio           | Arena da Baixada, Curitiba                                  |                                                             |
|                             |                     | Reporte   | 7' Miler Bolaños | Asistencia: 14.300 espectadores Árbitro(s): Ricardo Marques | Asistencia: 14.300 espectadores Árbitro(s): Ricardo Marques |

| 21 de septiembre de 2016, 19:30 | Grêmio                                                                                       | 0:1 (0:1) (4:3 p.)         | Atlético Paranaense                                                                                   | Arena do Grêmio, Porto Alegre                               |                                                             |
|                                 |                                                                                              | Reporte                    | 30' André Lima                                                                                        | Asistencia: 12.321 espectadores Árbitro(s): Vinicius Furlan | Asistencia: 12.321 espectadores Árbitro(s): Vinicius Furlan |
|                                 |                                                                                              | Tiros desde el punto penal | |                                                             |                                                             |
|                                 | Maicon · Edílson · Walace · Douglas · Luan · Marcelo Oliveira · Walter Kannemann · Guilherme |                            | Thiago Heleno · João Pedro · Otávio · Zé Ivaldo · Hernani · Marcos Guilherme · Weverton · Paulo André |                                                             |                                                             |

| 31 de agosto de 2016, 21:45 | Internacional                  | 3:0 (2:0) | Fortaleza | Estadio Beira-Rio, Porto Alegre                             |                                                             |
|                             | Aylon 11' 51' · Nico López 45' | Reporte   |           | Asistencia: 11.476 espectadores Árbitro(s): Ricardo Marques | Asistencia: 11.476 espectadores Árbitro(s): Ricardo Marques |

| 22 de septiembre de 2016, 19:15 | Fortaleza             | 1:0 (1:0) | Internacional | Arena Castelão, Fortaleza                                         |                                                                   |
|                                 | Daniel Sobralense 14' | Reporte   |               | Asistencia: 17.375 espectadores Árbitro(s): Thiago Duarte Peixoto | Asistencia: 17.375 espectadores Árbitro(s): Thiago Duarte Peixoto |

| 1 de septiembre de 2016, 20:00 | Botafogo                | 2:5 (1:1) | Cruzeiro                                           | Arena Botafogo, Río de Janeiro                                       |                                                                      |
|                                | Sassá 38' · Neilton 60' | Reporte   | 45+1' 64' Ábila · 59' 67' Robinho · 90+2' Henrique | Asistencia: 4.959 espectadores Árbitro(s): Flavio Rodrigues de Souza | Asistencia: 4.959 espectadores Árbitro(s): Flavio Rodrigues de Souza |

| 21 de septiembre de 2016, 21:45 | Cruzeiro          | 1:0 (1:0) | Botafogo | Estadio Mineirão, Belo Horizonte                                     |                                                                      |
|                                 | Bruno Rodrigo 37' | Reporte   |          | Asistencia: 8.534 espectadores Árbitro(s): Marcelo Aparecido Ribeiro | Asistencia: 8.534 espectadores Árbitro(s): Marcelo Aparecido Ribeiro |

| 24 de agosto de 2016, 21:45 | Atlético Mineiro | 1:1 (0:1) | Ponte Preta | Estadio Mineirão, Belo Horizonte                             |                                                              |
|                             | Robinho 65'      | Reporte   | 38' Roger   | Asistencia: 11.556 espectadores Árbitro(s): Anderson Daronco | Asistencia: 11.556 espectadores Árbitro(s): Anderson Daronco |

| 21 de septiembre de 2016, 19:30 | Ponte Preta                    | 2:2 (1:0) | Atlético Mineiro               | Estadio Moisés Lucarelli, Campinas                             |                                                                |
|                                 | Roger 14' · Felipe Azevedo 48' | Reporte   | 75' Lucas Pratto · 86' Robinho | Asistencia: 8.588 espectadores Árbitro(s): Heber Roberto Lopes | Asistencia: 8.588 espectadores Árbitro(s): Heber Roberto Lopes |

### Cuartos de final
- Partidos el 29 de septiembre y el 19 de octubre. Estadísticas CBF
- Equipos listados en la primera columna poseen la localia en el partido de ida. En negrita los clubes clasificados.
| Equipo local ida | Global       | Equipo visitante ida | Ida | Vuelta |
| ---------------- | ------------ | -------------------- | --- | ------ |
| Atlético Mineiro | 1-1 (4-2 p.) | Juventude            | 1-0 | 0-1    |
| Santos           | 2-3          | Internacional        | 2-1 | 0-2    |
| Grêmio           | 3-2          | Palmeiras            | 2-1 | 1-1    |
| Corinthians      | 4-5          | Cruzeiro             | 2-1 | 2-4    |

| 28 de septiembre de 2016, 19:30 | Atlético Mineiro | 1:0 (1:0) | Juventude | Estadio Mineirão, Belo Horizonte                            |                                                             |
|                                 | Lucas Pratto 18' | Reporte   |           | Asistencia: 34.705 espectadores Árbitro(s): Vinícius Furlan | Asistencia: 34.705 espectadores Árbitro(s): Vinícius Furlan |

| 19 de octubre de 2016, 19:30 | Juventude                                        | 1:0 (1:0) (2:4 p.)         | Atlético Mineiro                                     | Estadio Alfredo Jaconi, Caxias do Sul                             |                                                                   |
|                              | Hugo Guimarães 1'                                | Reporte                    |                                                      | Asistencia: 4.457 espectadores Árbitro(s): Jailson Macedo Freitas | Asistencia: 4.457 espectadores Árbitro(s): Jailson Macedo Freitas |
|                              |                                                  | Tiros desde el punto penal |                                                      |                                                                   |                                                                   |
|                              | Hugo Guimarães · Sananduva · Wallacer · Roberson |                            | Fábio Santos · Lucas Pratto · Gabriel · Juan Cazares |                                                                   |                                                                   |

| 28 de septiembre de 2016, 19:30 | Santos                             | 2:1 (0:0) | Internacional   | Estadio Vila Belmiro, Santos                                                |                                                                             |
|                                 | Jonathan Copete 48' · Rodrigão 55' | Reporte   | 71' Luis Seijas | Asistencia: 6.592 espectadores Árbitro(s): Gilberto Rodrigues Castro Junior | Asistencia: 6.592 espectadores Árbitro(s): Gilberto Rodrigues Castro Junior |

| 19 de octubre de 2016, 19:30 | Internacional                 | 2:0 (1:0) | Santos | Estadio Beira-Rio, Porto Alegre                                            |                                                                            |
|                              | Aylon 10' · Eduardo Sasha 88' | Reporte   |        | Asistencia: 15.065 espectadores Árbitro(s): Wagner do Nascimento Magalhães | Asistencia: 15.065 espectadores Árbitro(s): Wagner do Nascimento Magalhães |

| 28 de septiembre de 2016, 21:45 | Grêmio                       | 2:1 (2:0) | Palmeiras             | Arena do Grêmio, Porto Alegre                                              |                                                                            |
|                                 | Ramiro 32' · Pedro Rocha 44' | Reporte   | 50' (pen.) Zé Roberto | Asistencia: 24.471 espectadores Árbitro(s): Cláudio Francisco Lima e Silva | Asistencia: 24.471 espectadores Árbitro(s): Cláudio Francisco Lima e Silva |

| 19 de octubre de 2016, 21:45 | Palmeiras          | 1:1 (0:0) | Grêmio      | Allianz Parque, São Paulo                                            |                                                                      |
|                              | Thiago Martins 51' | Reporte   | 76' Everton | Asistencia: 29.991 espectadores Árbitro(s): Elmo Alves Resende Cunha | Asistencia: 29.991 espectadores Árbitro(s): Elmo Alves Resende Cunha |

| 28 de septiembre de 2016, 21:45 | Corinthians                 | 2:1 (0:0) | Cruzeiro    | Arena Corinthians, São Paulo                                                |                                                                             |
|                                 | Léo 46' (a.g.) · Romero 53' | Reporte   | 77' Robinho | Asistencia: 18.796 espectadores Árbitro(s): Eduardo Tomaz de Aquino Valadão | Asistencia: 18.796 espectadores Árbitro(s): Eduardo Tomaz de Aquino Valadão |

| 19 de octubre de 2016, 21:45 | Cruzeiro                                                                    | 4:2 (1:1) | Corinthians                 | Estadio Mineirão, Belo Horizonte                                   |                                                                    |
|                              | Ramón Ábila 14' 59' (pen.) · Bruno Rodrigo 62' · Giorgian De Arrascaeta 83' | Reporte   | 35' Rodriguinho · 86' Rildo | Asistencia: 32.738 espectadores Árbitro(s): Wilton Pereira Sampaio | Asistencia: 32.738 espectadores Árbitro(s): Wilton Pereira Sampaio |

### Semifinales
- Equipos listados en la primera columna poseen la localia en el partido de ida. En negrita los clubes clasificados.
| Equipo local ida | Global | Equipo visitante ida | Ida | Vuelta |
| ---------------- | ------ | -------------------- | --- | ------ |
| Internacional    | 3-4    | Atlético Mineiro     | 1-2 | 2-2    |
| Cruzeiro         | 0-2    | Grêmio               | 0-2 | 0-0    |

| 26 de octubre de 2016, 21:45 | Internacional      | 1:2 (0:1) | Atlético Mineiro                   | Estadio Beira-Rio, Porto Alegre                                      |                                                                      |
|                              | William 70' (pen.) | Reporte   | 4' Rómulo Otero · 89' Lucas Pratto | Asistencia: 27.233 espectadores Árbitro(s): Marcelo de Lima Henrique | Asistencia: 27.233 espectadores Árbitro(s): Marcelo de Lima Henrique |

| 2 de noviembre de 2016, 21:45 | Atlético Mineiro               | 2:2 (1:2) | Internacional              | Estadio Raimundo Sampaio, Belo Horizonte                           |                                                                    |
|                               | Robinho 45' · Lucas Pratto 61' | Reporte   | 27' Aylon · 45+2' Anderson | Asistencia: 20.447 espectadores Árbitro(s): Jailson Macedo Freitas | Asistencia: 20.447 espectadores Árbitro(s): Jailson Macedo Freitas |

| 26 de octubre de 2016, 21:45 | Cruzeiro | 0:2 (0:1) | Grêmio                 | Estadio Mineirão, Belo Horizonte                             |                                                              |
|                              |          | Reporte   | 20' Luan · 62' Douglas | Asistencia: 50.715 espectadores Árbitro(s): Pericles Bassols | Asistencia: 50.715 espectadores Árbitro(s): Pericles Bassols |

| 2 de noviembre de 2016, 21:45 | Grêmio | 0:0     | Cruzeiro | Arena do Grêmio, Porto Alegre                                     |                                                                   |
|                               |        | Reporte |          | Asistencia: 47.687 espectadores Árbitro(s): Thiago Duarte Peixoto | Asistencia: 47.687 espectadores Árbitro(s): Thiago Duarte Peixoto |

### Final
- Equipo listado en la primera columna posee la localia en el partido de ida.
| Equipo local ida | Global | Equipo visitante ida | Ida | Vuelta |
| ---------------- | ------ | -------------------- | --- | ------ |
| Atlético Mineiro | 2 - 4  | Grêmio               | 1-3 | 1-1    |

| 23 de noviembre de 2016, 21:45 | Atlético Mineiro | 1:3 (0:1) | Grêmio                              | Estadio Mineirão, Belo Horizonte                             |                                                              |
|                                | Gabriel 82'      | Reporte   | 30' 55' Pedro Rocha · 90+1' Everton | Asistencia: 47.944 espectadores Árbitro(s): Pericles Bassols | Asistencia: 47.944 espectadores Árbitro(s): Pericles Bassols |

| 7 de diciembre de 2016, 21:45 | Grêmio             | 1:1 (0:0) | Atlético Mineiro   | Arena do Grêmio, Porto Alegre                                       |                                                                     |
|                               | Miller Bolaños 89' | Reporte   | 90+2' Juan Cazares | Asistencia: 52.233 espectadores Árbitro(s): Luiz Flavio de Oliveira | Asistencia: 52.233 espectadores Árbitro(s): Luiz Flavio de Oliveira |

|                                          |
| Bandera del estado de Río Grande del Sur |
| Campeón Grêmio 5.º título                |

## Goleadores
| Jugador             | Club     |   |
| ------------------- | -------- | - |
| Marinho             | Vitória  | 6 |
| João Paulo Oliveira | Ypiranga | 5 |
| Ramón Ábila         | Cruzeiro | 5 |